# Raad van de Duitstalige Gemeenschap (samenstelling 1981-1986)
Dit is de samenstelling van de Raad van de Duitse Cultuurgemeenschap of sinds 1984 de Raad van de Duitstalige Gemeenschap voor de legislatuurperiode 1981-1986. De Raad telt 25 rechtstreeks gekozen leden. Bovendien zijn er ook leden met raadgevende stem: zij mogen vergaderingen bijwonen, maar mogen niet deelnemen aan stemmingen of initiatieven nemen. Dit is een onbepaald aantal en kan dus per legislatuur variëren. Deze leden met raadgevende stem zijn de Duitstalige provincieraadsleden van de provincie Luik en Duitstalige leden van de Kamer en de Senaat.
Deze legislatuur volgde uit de Duitstalige Gemeenschapsraadverkiezingen van 8 november 1981 en ging van start op 1 december 1981. De legislatuur liep ten einde op 16 september 1986.
In 1984 werd de Duitse Cultuurgemeenschap omgevormd tot de Duitstalige Gemeenschap, met meer autonomie, met als gevolg dat deze gemeenschap een regering kreeg. Dit werd de regering-Fagnoul, die in functie trad op 6 juni 1984. Deze steunde op een meerderheid van CSP, PFF en SP. De oppositie bestond dus vanaf dat moment uit de PDB.

## Samenstelling
| Fractie | Fractie | Zetels |
| ------- | ------- | ------ |
|         | CSP     | 9      |
|         | PDB     | 7      |
|         | PFF     | 6      |
|         | SP      | 3      |

## Lijst van de parlementsleden
| Volksvertegenwoordiger | Partij | Opmerkingen |
| ---------------------- | ------ | --- |
| Rolf Kammler           | CSP    | Vervangt vanaf 11 februari 1985 de overleden Manfred Betsch. Betsch was tot 27 januari 1985 parlementsvoorzitter, voorzitter van de commissie Algemene Politiek en de commissie Samenwerking. |
| Hubert Cremer          | CSP    | Voorzitter van de commissie Cultuur, Jeugd en Volwassenenonderwijs. Secretaris vanaf 30 januari 1984. |
| Willy Schyns           | CSP    | |
| Kurt Ortmann           | CSP    | Voorzitter van de CSP-fractie tot 24 mei 1982. Vanaf 11 februari 1985 parlementsvoorzitter en voorzitter van de commissie Algemene Politiek en de commissie Samenwerking. |
| Heinz Keutgen          | CSP    | |
| Joseph Bindels         | CSP    | Ondervoorzitter. |
| Werner Hilgers         | CSP    | |
| Albert Gehlen          | CSP    | Voorzitter van de CSP-fractie vanaf 24 mei 1982. |
| Joseph Maraite         | CSP    | |
| Lorenz Paasch          | PDB    | Voorzitter van de PDB-fractie tot 26 januari 1983. Vanaf 9 december 1985 voorzitter van de commissie Volksgezondheid, Familie en Sociale Aangelegenheden. |
| Walter Reuter          | PDB    | Vervangt vanaf 28 februari 1983 Wilhelm Pip, die burgemeester van Sankt-Vith wordt. |
| Gerhard Palm           | PDB    | Voorzitter van de commissie Sport, Toerisme, Cultureel Erfgoed en Infrastructuur. Voorzitter van de PDB-fractie vanaf 26 januari 1983 en secretaris vanaf 30 januari 1984. |
| Alfred Bertha          | PDB    | Vervangt vanaf 18 september 1984 Helmut Schmitz, die aan een priesteropleiding begint en hierdoor de politiek moet verlaten. |
| Nikolaus Giebels       | PDB    | |
| Rainer Pankert         | PDB    | |
| Norbert Scholzen       | PDB    | Ondervoorzitter en tot 9 december 1985 voorzitter van de commissie Volksgezondheid, Familie en Sociale Aangelegenheden. |
| Alfred Evers           | PFF    | Voorzitter van de PFF-fractie tot 13 november 1985. |
| Bruno Fagnoul          | PFF    | Voorzitter van de commissie Onderwijs, Opleiding en Taal tot 30 januari 1984. Ondervoorzitter tot 30 januari 1984. |
| Hubert Vanaschen       | PFF    | Secretaris vanaf 30 januari 1984. Voorzitter van de commissie Media vanaf 30 januari 1984. |
| Johann Andres          | PFF    | Vervangt vanaf 3 oktober 1984 Herbert Lennertz, die voorzitter van de afdeling Cultuurbeheer van de Duitstalige Gemeenschap. Lennertz verving van 1 december 1981 tot 2 oktober 1984 Jean-Robert Collas, die verkoos om provincieraadslid van Luik te blijven.                                                           |
| Bernd Gentges          | PFF    | Vervangt vanaf 6 december 1982 Félicien Dejozé, die voltijds provincieraadslid van Luik wordt. Gentges is voorzitter van de PFF-fractie vanaf 13 november 1985. |
| Willy Lamberty         | PFF    | Ondervoorzitter vanaf 30 januari 1984. |
| Marcel Lejoly          | SP     | Ondervoorzitter tot 30 januari 1984, voorzitter van de commissie Media van 19 oktober 1982 tot 30 januari 1984. |
| Karl-Heinz Lambertz    | SP     | Voorzitter van de SP-fractie. Voorzitter van de commissie Onderwijs, Opleiding en Taal vanaf 30 januari 1984. |
| Walter Mölter          | SP     | Vervangt vanaf 19 oktober 1982 Jacques Kreusen, die uit de politiek stapt. Kreusen zelf verving van 21 december 1981 tot 19 oktober 1982 Bernard Eicher, die lid werd van de Belgische Senaat. Eicher was tot 19 oktober 1982 voorzitter van de commissie Media. Walter Mölter is ondervoorzitter vanaf 30 januari 1984. |

## Leden met raadgevende stem
| Naam                   | Partij | Opmerkingen |
| ---------------------- | ------ | --- |
| Johann Haas            | CSP    | Provincieraadslid van Luik. |
| Clément Bonnecompagnie | SP     | Provincieraadslid van Luik. |
| Jean-Robert Collas     | PFF    | Provincieraadslid van Luik. |
| Josef Dries            | PDB    | Provincieraadslid van Luik. |
| Félicien Dejozé        | PFF    | Provincieraadslid van Luik. Zetelt vanaf 6 december 1982. Eerder was Dejozé van 1 december 1981 tot 6 december 1982 rechtstreeks gekozen lid van het Parlement van de Duitstalige Gemeenschap. |
| Mathieu Grosch         | CSP    | Provincieraadslid van Luik. Vervangt vanaf 21 oktober 1985 Peter Van Neuss. |
| Bernard Eicher         | SP     | Lid van de Belgische Senaat. Zetelt vanaf 21 december 1981. Eerder was Eicher van 1 tot 21 december 1981 rechtstreeks gekozen lid van het Parlement van de Duitstalige Gemeenschap.            |